# الدوري الإيطالي 1988–89
العنوان (بالإنجليزية: 1988–89 Serie A)‏ هي بطولة الدوري الإيطالي الممتاز لموسم 1988–89 وحصل عليه إنتر ميلان.

## إحصائيات الموسم
- البطل: إنتر ميلان
- عدد المباريات: 306
- عدد الاهدف: 645